# Tache
Tache este un film de comedie românesc din 2008 regizat de Igor Cobileanski. Rolurile principale au fost interpretate de actorii Mircea Diaconu, Constantin Drăgănescu și Mara Nicolescu.

## Distribuție
Distribuția filmului este alcătuită din:
- Mircea Diaconu — Costache („Tache”) Neaga, gropar de 61 ani diagnosticat cu cancer în fază terminală
- Constantin Drăgănescu — Alexe Bobicescu, văduv bătrân și iubăreț, prietenul de table al lui Tache
- Mara Nicolescu — Geta, o prostituată care-și agață clienții în cimitir
- Gabriel Radu — Păfălău, patronul companiei de pompe funebre „Păfălău și fiul”
- Gabriel Spahiu — Nestor, administratorul Cimitirului „Odihna tuturor”
- Gabriela Butuc — Sofia, soția lui Nestor
- Bogdan Cotleț — Tinel, fiul lui Păfălău (menționat Bogdan Cotlet)
- Iulia Lazăr — Nineta, prostituată blondă, preferata lui Bobicescu
- Bogdan Talașman — fotoreporterul care-i face reclamă lui Păfălău (menționat Bogdan Talasman)
- Paul Ionescu — Pandele, mecanicul care repară dricul lui Lady Di
- Virginia Rogin — florăreasa de la poarta cimitirulu
- Nicodim Ungureanu — taximetristul care este cât pe ce să-l calce pe Tache
- Alexandru Hasnaș — soțul defunctei Ana Panduru, care a fost înmormântată pe locul lui Tache (menționat Alexandru Hasnas)
- Valentin Popescu — medicul care depistează cancerul lui Tache
- Marinela Chelaru — asistenta medicală
- Cosmin Seleși — fiul defunctei Ana Panduru (menționat Cosmin Selesi)
- Theodor Danetti — dl Popa, un bătrân care a rămas recent văduv
- Florin Busuioc — realizator de emisiuni TV
- Claudia Susanu — prostituata grasă de pe Centura Bucureștiului
- Cristina Curelea — prostituată de pe Centura Bucureștiului
- Dana Cavaleru
- Ștefan Alexa — medicul de la serviciul de urganță
- Dan Constantin — preotul
- Ion Ciocia
- Petre Moraru — bărbatul în doliu care-l așteaptă pe gropar
- Daniel Constantinescu
- Floarea Mihai
- Ana-Maria Zlate
- Gabriela Fleșeru
- Constantin Porumbiță
- Daria Comeagă
- Mina Comeagă
- Raul Șerban Pădurean — taximetrist
- Marcel Costea
- Ion Grosu